# 이누카미군

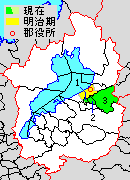
시가현 이누카미군의 위치

이누카미군(일본어: 犬上郡, いぬかみぐん)은 일본 시가현에 있는 군이다.
인구 19,837명, 면적 157.2km², 인구밀도 126명/km².(2025년 3월 1일, 추계인구)
이하 3정으로 구성된다.
- 고라정(甲良町)
- 다가정(多賀町)
- 도요사토정(豊郷町)

## 역사
- 1889년 4월 1일 - 정촌제 시행과 함께 이누카미 군에 히코네 정과 18개의 촌이 성립하였다.(1정 18촌)
- 1891년 5월 6일 - 기타아오야기 촌에서 마쓰바라 촌이 분립하였다.(1정 19촌)
- 1912년 9월 10일 - 다카미야 촌이 정으로 승격해 다카미야 정이 되었다.(2정 18촌)
- 1937년 2월 11일 - 히코네 정, 아오나미 촌, 기타아오야기 촌, 지모토 촌, 마쓰바라 촌, 후쿠미쓰 촌이 합병해 히코네시가 성립, 군에서 이탈하였다.(1정 13촌)
- 1941년 11월 3일 - 다가 촌, 세리타니 촌, 규토쿠 촌이 합병해 다가 정이 성립하였다.(2정 10촌)
- 1942년 6월 10일 - 이소다 촌, 미나미아오야기 촌이 히코네 시에 편입되었다.(2정 8촌)
- 1950년 4월 1일 - 히나쓰 촌이 히코네 시에 편입되었다.(2정 7촌)
- 1955년 4월 1일 - 히가시코라 촌, 니시코라 촌이 합병해 고라 정이 성립하였다. 다가 정, 오타키 촌, 와키가하타 촌이 합병해 다가 정이 성립하였다.(3정 3촌)
- 1956년 9월 30일 - 도요사토 촌이 에치군 히에 촌과 합병해 도요사토 촌이 성립하였다. 가와세 촌, 가메야마 촌이 히코네 시에 편입되었다.(3정 1촌)
- 1957년 4월 3일 - 다카미야 정이 히코네 시에 편입되었다.(2정 1촌)
- 1971년 2월 11일 - 도요사토 촌이 정으로 승격해 도요사토 정이 되었다.(3정)